# The Love Twins
The Love Twins est le surnom employé par deux actrices pornographiques américaines, nées le 26 août 1983,.

## Biographie
C'est à l'université que Lyndsey et Lacey Love, qui avaient besoin d'argent pour payer les frais des études, vont vers le monde de la pornographie par Internet, sur le conseil d'un ami. Les deux filles deviennent bientôt assez connues, grâce à la rareté des scènes impliquant des jumelles.
Elles signent rapidement un contrat exclusif avec Vivid Entertainment. Leur premier film pour cette maison de production est Two Hot. De 2005 à 2006, elles ont participé à 11 films pour Vivid Entertainment, mais la société a décidé de ne pas renouveler leur contrat. Il y a eu beaucoup de spéculations sur les raisons de ce comportement de Vivid, et pour certains il leur fallait éviter les accusations d'inceste. Il faut néanmoins noter que dans les films les deux sœurs avaient des rapports sexuels avec des partenaires communs, mais n'ont jamais eu de rapports l'une avec l'autre.
Les sœurs n'ont ensuite plus été liés par un contrat d'exclusivité, mais continuent d'aller une ou deux semaines par mois à Los Angeles pour tourner des films. Elles continuent leurs études dans l'Ohio et se retirent de l'industrie pornographique en 2011.

## Filmographie
- My Evil Twin (2005, Vivid Entertainment)
- True Hollywood Twins (2005, Vivid Entertainment)
- Twindom (2005, Vivid Entertainment)
- Two Hot (2005, Vivid Entertainment)
- 100% American Made (2006)
- Alphabet (2006, Vivid Entertainment)
- Double Jeopardy : Party Twin (2006, Vivid Entertainment)
- Joined at the Hip (2006, Vivid Entertainment)
- Twins Do Vegas (2006, Vivid Entertainment)
- Twins (2007)
- Double Vision (2007)
- Flesh Hunter 10 (2007)
- Stop Staring (2007)
- Love Life (2007, Vivid Entertainment)
- The Doll House 2 (2007, Zero Tolerance Entertainment)
- Naughty Office 9 (2007, Naughty America)
- Share my Cock ! 8 (2007, Overboard Video)
- Initiations 20 (2007, Anabolic Video)
- Double Up (2007, Vivid Entertainment)
- 2 on 1 #28 (2007, Anabolic Video)
- Where the Boys Aren't 18 (2007, Vivid Entertainment)
- Shades of Romona (2008)
- 3 Blowin' Me 2 (2008)
- Killer Grip 4 (2008)
- Mating Season (2008)
- Stoya: Sexy Hot (2008)
- Twins Do Science (2008)
- Virtual Vivid Girls: The Love Twins (2008)
- Where the Boys Aren't 19: Arabian Nights (2008)
- Stoya: Scream (2009)
- Wanna Fuck My Daughter Gotta Fuck Me First 3 (2009)
- Cheap Trixxx (2011)

## Récompenses et nominations
- 2007 : nommées aux AVN Awards dans la catégorie Best Group Sex Scene - Film pour True Hollywood Twins.
- 2008 : nommées aux AVN Awards dans la catégorie Best All-Girl Sex Scene - Video pour Where the Boys Aren't 18.
- 2009 : nommées aux AVN Awards dans la catégorie Best All-Girl Group Sex Scene pour Where the Boys Aren't 19: Arabian Nights.